# Jardín Botánico de Birmingham

El jardín botánico de Birmingham (en inglés: Birmingham Botanical Gardens) es un jardín botánico de 15 acres (6 hectáreas) de extensión de jardín de diseño paisajista, situado en la ciudad de Birmingham perteneciente a la comunidad de Inglaterra, en el Reino Unido. 

## Localización
"Birmingham Botanical Gardens & Glasshouses"
Westbourne Road Edgbaston, Birmingham, Inglaterra B15 3TR Reino Unido.

## Historia
El Birmingham Botanical Gardens fue creado en 1829 y abierto al público en 1832.
Fue diseñado por J. C. Loudon, uno de los diseñadores de jardines punteros de su tiempo, periodista y editorialista de publicaciones de Horticultura.
En la disposición del jardín actual es reconocible el estilo de Loudon y, como propuso, hay un invernadero en la zona preferente del lugar. 
Hay césped en la cuesta delante del invernadero y una gama de lechos florales y arbustos alrededor del perímetro. En 1839, Loudon, ya observó que 'los árboles y los arbustos han prosperado un grado extraordinario'. El carácter del jardín botánico es el de un parque público de estilo Victoriano.
Los jardines ofrecen una oportunidad magnífica para el ocio y el relax, cerca del centro de Birmingham y están abiertos todos los días del año, de la salida a la puesta del sol.

## Colecciones
Este jardín botánico es un jardín de esparcimiento de los habitantes de Birmingham. Presenta numerosos rincones y una gran variedad de presentaciones escénicas, siendo de destacar:
- Loudon Terrace & Conservatory (la terraza de Loudon y el invernadero)
- Main Lawn & Bandstand (Pradera principal y zona de bancos)
- The Cottage & Garden (Casa de campo y su jardín)
- Pinetum
- Alpinum
- Jardines históricos, con tres apartados de jardín romano, jardín medieval y jardín Tudor.
- Tierras húmedas británicas
- Jardín de hierbas
- Rocalla y estanque
- Valle de naturaleza salvaje
- Colección Wilson, colección de plantas de China descendientes de las que trajo el propio Wilson hace más de un siglo a este jardín.
- Colecciones de Azaleas, y Rhododendron
- Paseo de los helechos y el bosque
- Plantas ornamentales y de interés económico
- National Bonsai Collection